# Flemingsbergs station
Flemingsbergs station är en järnvägsstation i Flemingsberg i Huddinge kommun för persontrafik. Den har järnväg i tre riktningar; mot Södertälje centrum går pendeltåg, mot Södertälje syd går fjärrtåg och regionaltåg och mot Huddinge går dels fjärr- och regionaltåg mot Stockholm C, dels pendeltåg mot Stockholm City. Vid stationen finns en infartsparkering.

## Trafik
Med pendeltåg tar det 18 minuter till Stockholm City. Till Arlanda tar det 58 minuter och till Uppsala tar det 75 minuter. Till slutstationen Södertälje centrum tar det 25 minuter med pendeltåg. Flemingsbergs station har förutom pendeltåg och fjärrtåg även bussförbindelser med SL.

## Bakgrund
Flemingsberg öppnade som station för pendeltågen 1987. Efter en utbyggnad av stationsbyggnaden i den södra plattformsänden samt plattformar för fjärtågen, öppnade fjärrtågsstationen 27 maj 1990 och fick då dubbelnamnet Stockholm Syd–Flemingsberg. 1995 togs Grödingebanan i bruk av fjärrtågen. Sedan 2001 heter stationen åter enbart Flemingsberg.

### Utbyggnad
Under 2014-2018 byggdes Flemingsbergs station om i samband med en flytt och förbättring av länsväg 226. Det byggdes ytterligare ett spår för fjärrtågen vid plattform i riktning mot Stockholm jämfört med innan, så att det är fyra spår för fjärrtåg och två för pendeltåg. Det utfördes eftersom spåren mellan Stockholm C och Stockholm Södra, den så kallade Getingmidjan, stängdes för renovering under somrarna 2018-2020 och passagerare på fjärrtåg då fick byta mellan pendeltåg och fjärrtåg i Flemingsberg eller Stockholm Södra.

## Galleri

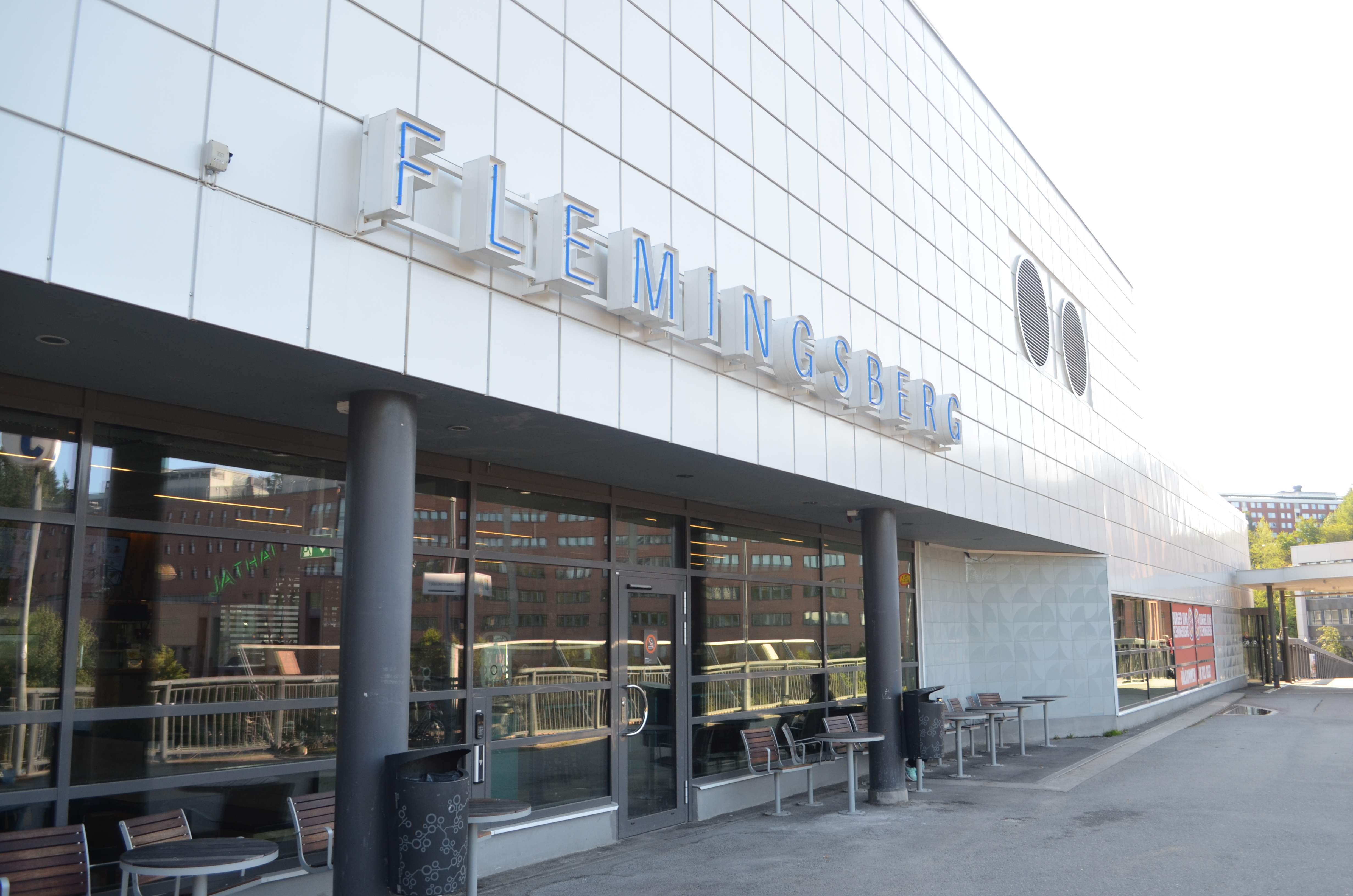
Stationsingång
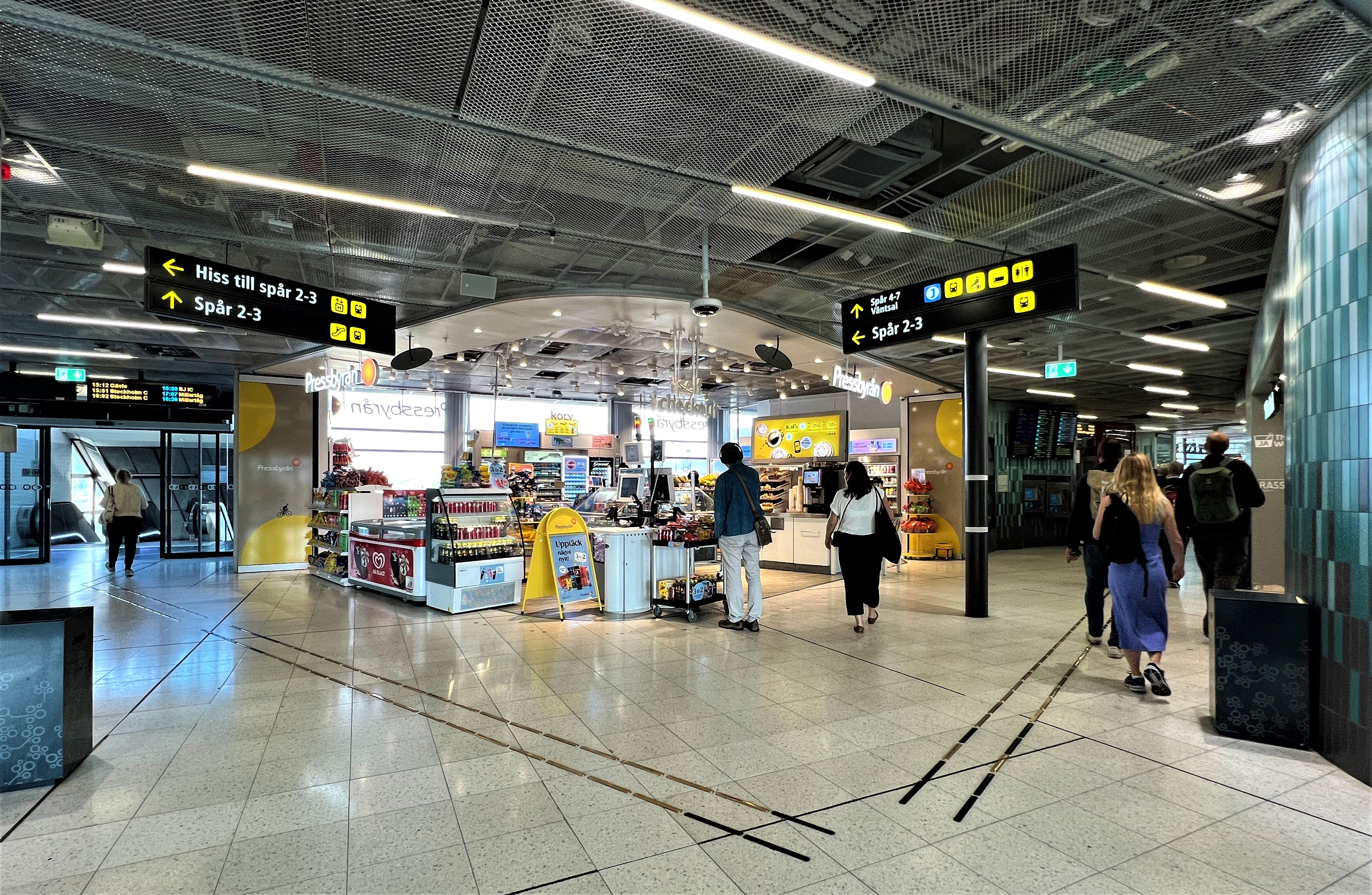
Interiör
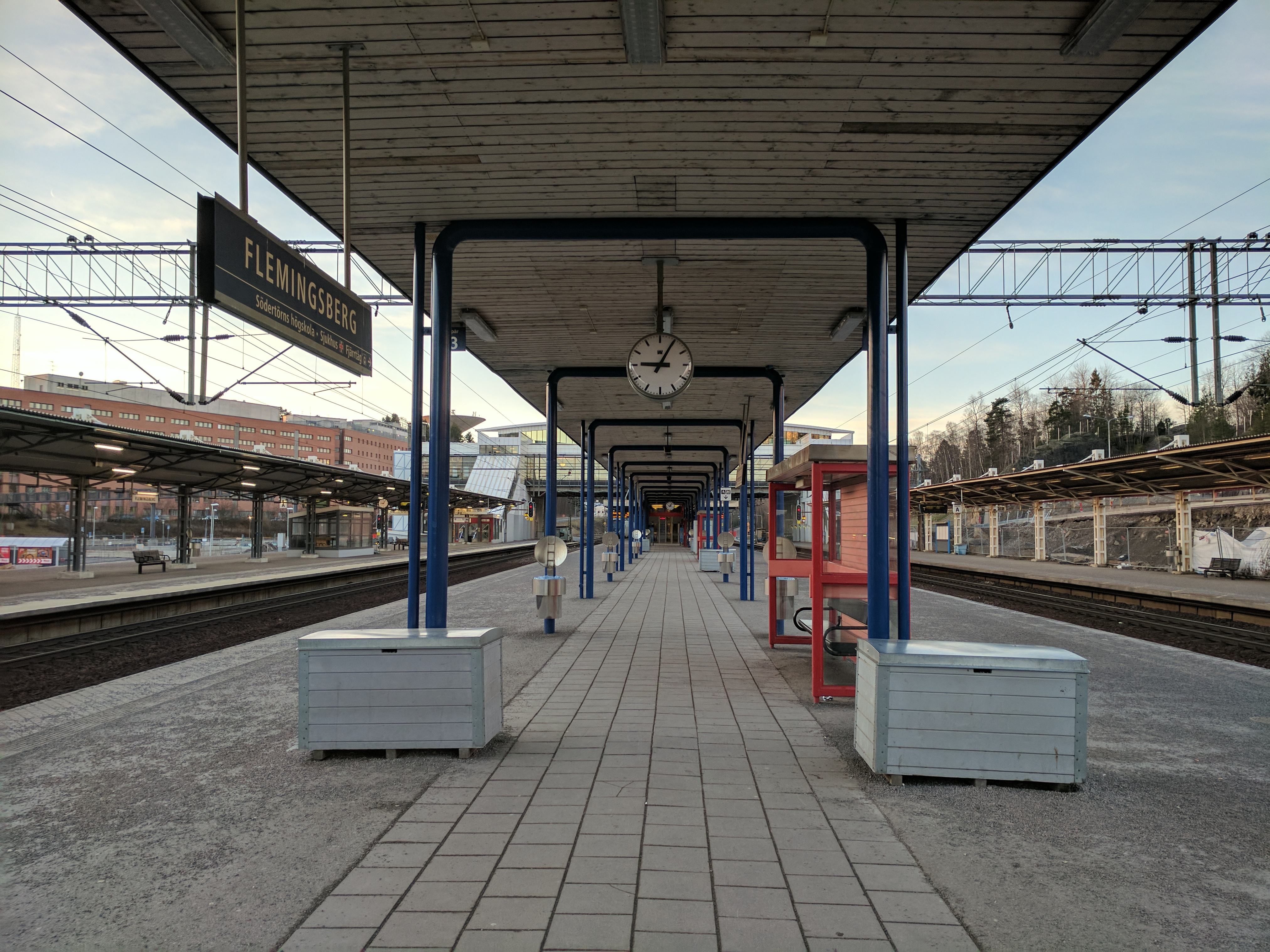
Pendeltågsperrongen
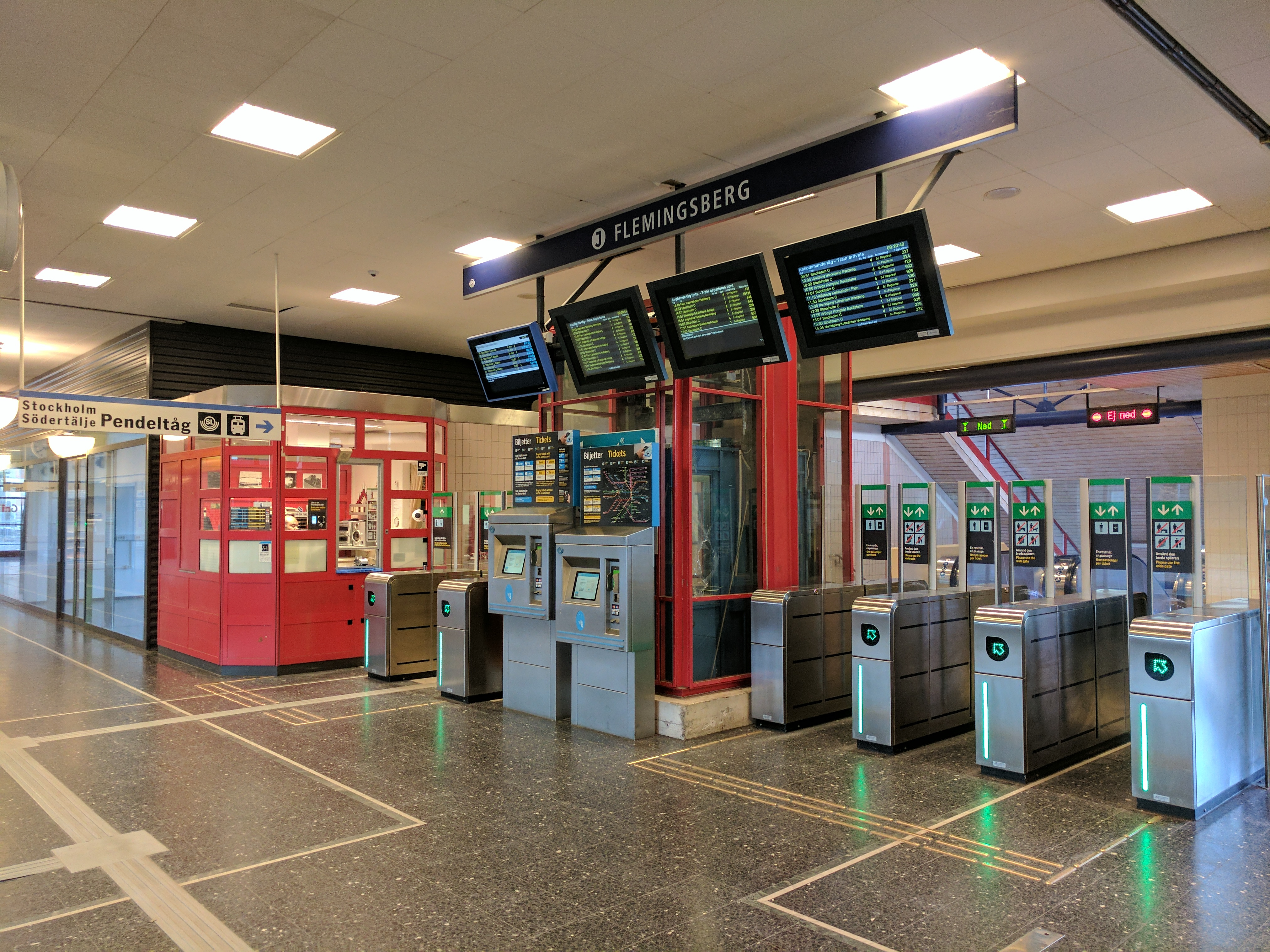
Spärren
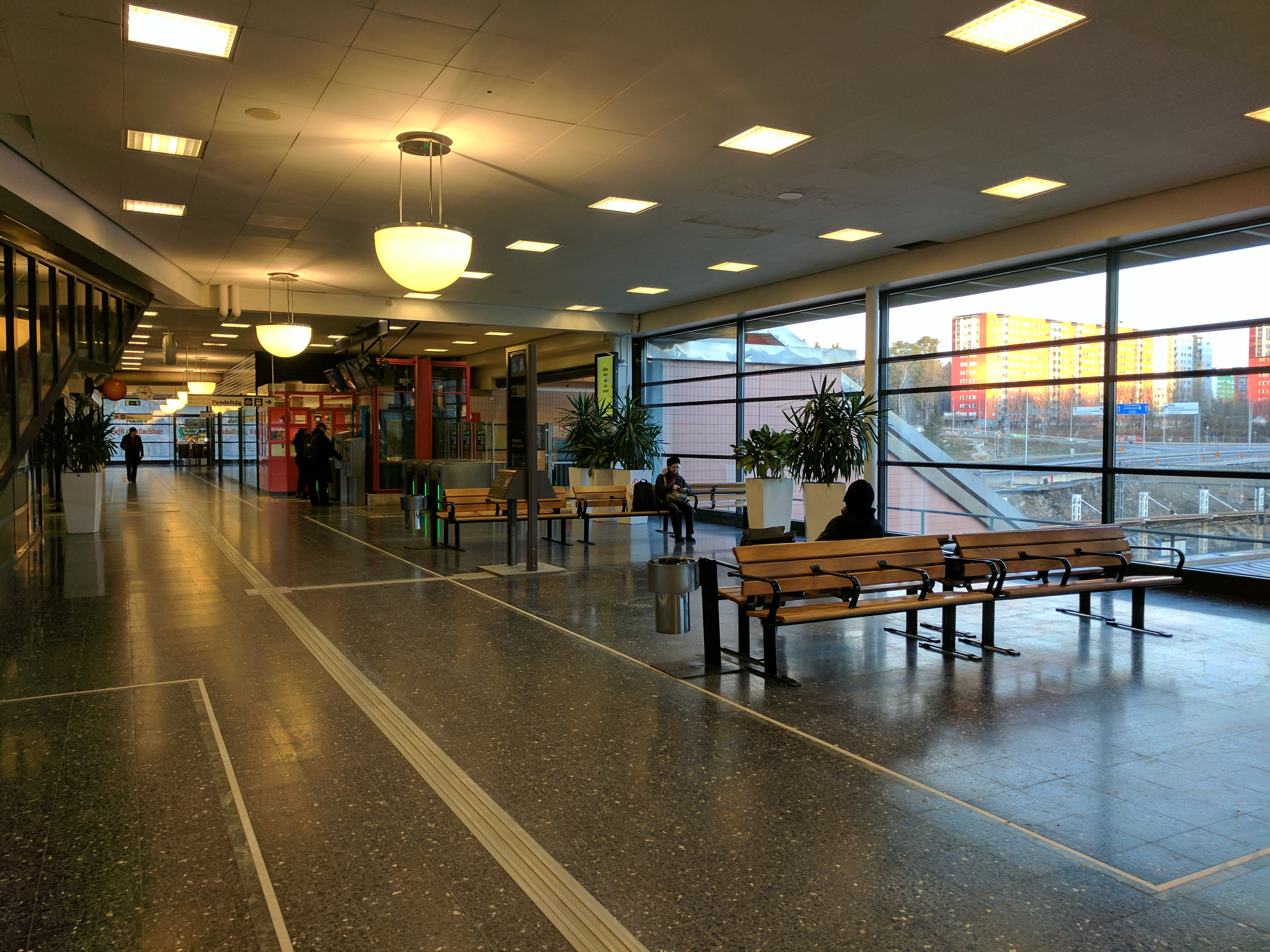
Vänthallen
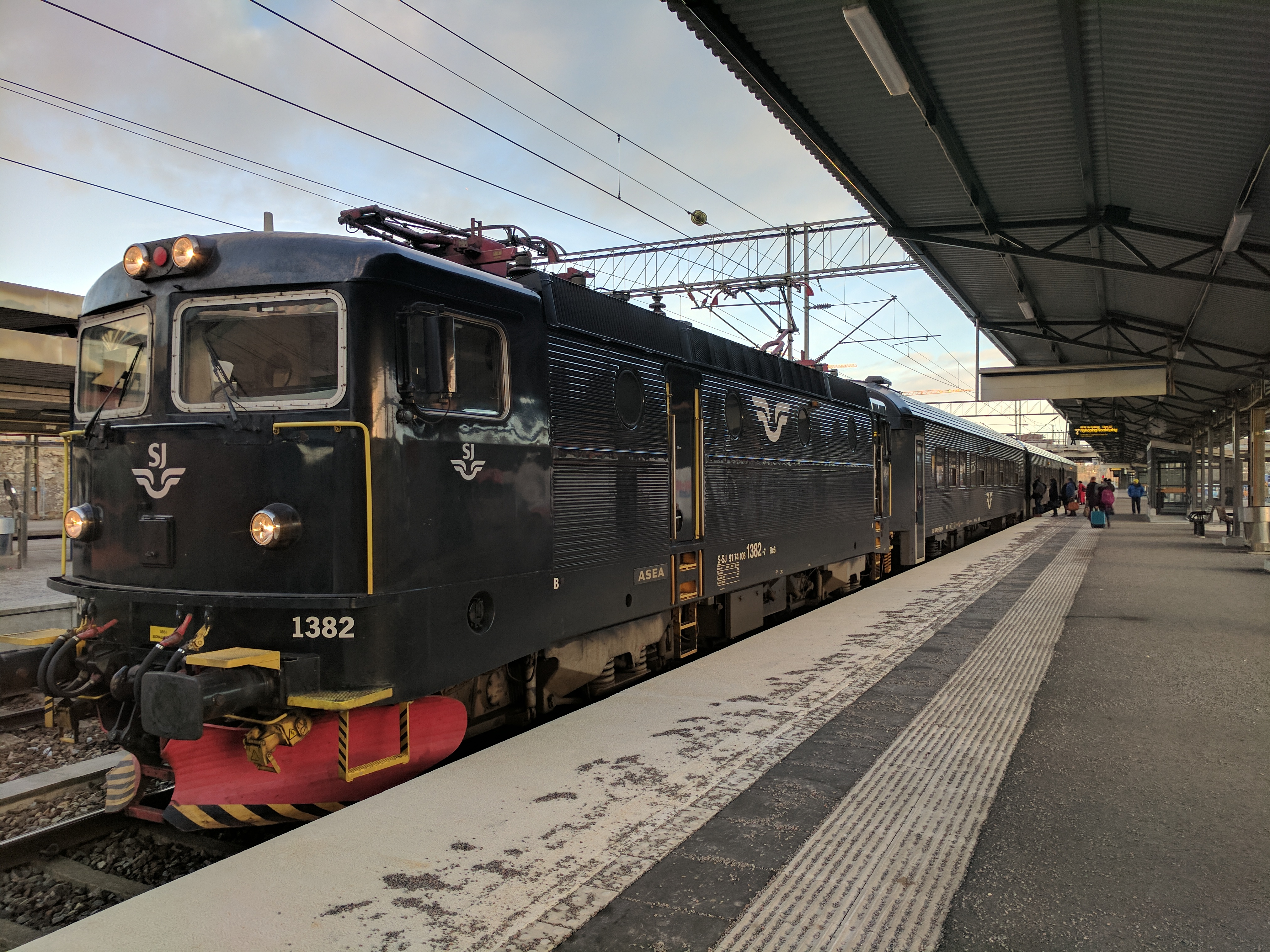
InterCity-tåg från SJ
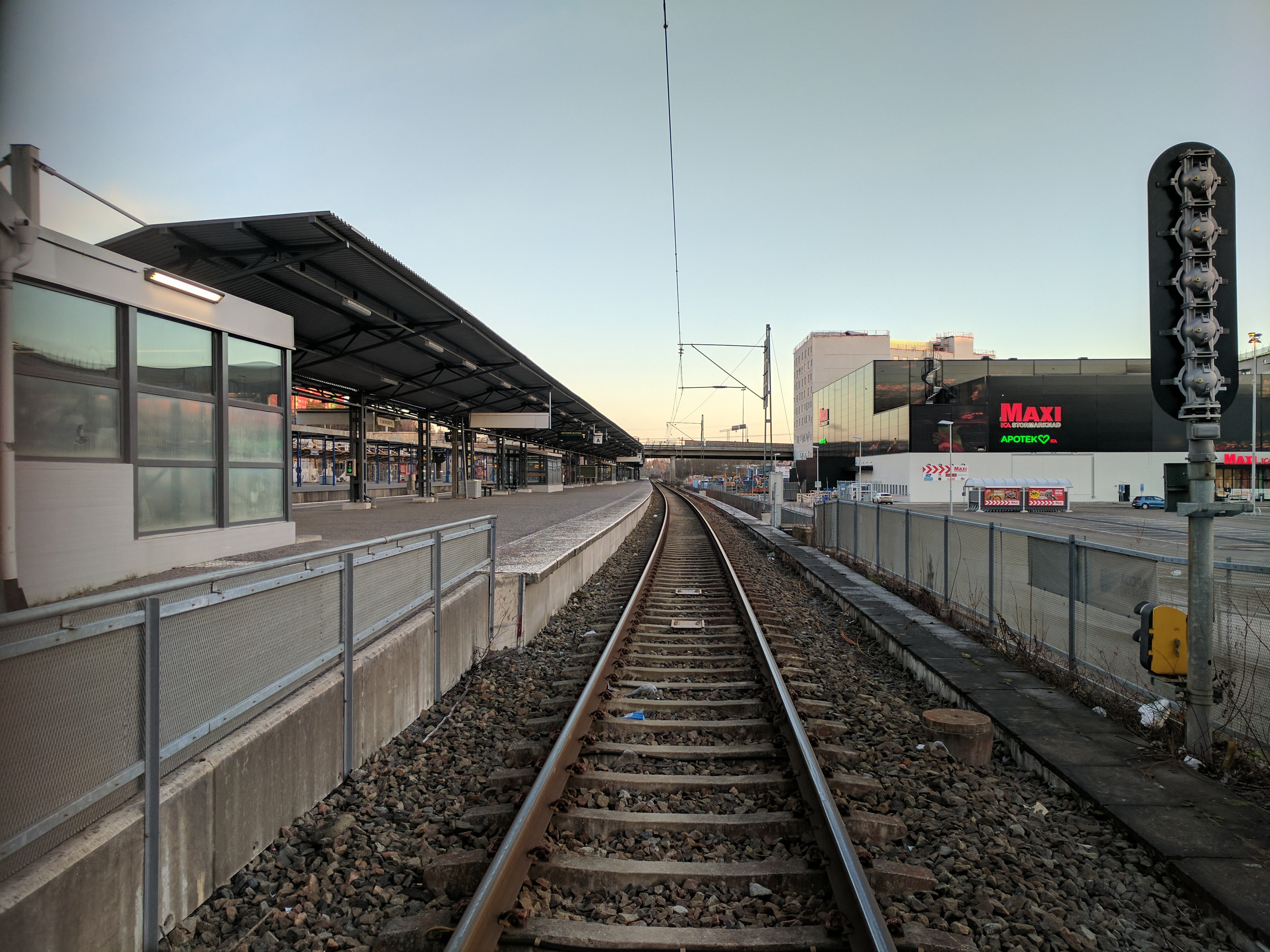
Spår 7